# Manprit Sarkaria
Manprit Sarkaria (ur. 26 sierpnia 1996 w Wiedniu) – austriacki piłkarz występujący na pozycji napastnika w austriackim klubie Sturm Graz.

## Kariera klubowa
Karierę seniorską rozpoczynał w Austrii Wiedeń, w której występował w latach 2017–2021. W 2021 został zawodnikiem Sturmu Graz, z którym w sezonie 2022/2023 zdobył Puchar Austrii. W finale, rozegranym 30 kwietnia 2023 zdobył dwa gole w wygranym 2:0 meczu przeciwko Rapid Wiedeń.

## Kariera reprezentacyjna
W czerwcu 2023 został powołany do reprezentacji Austrii.

## Statystyki

### Klubowe
(aktualne na koniec sezonu 2022/2023)
| Klub               | Sezon              | Liga                  | Liga  | Liga   | Puchar Austrii | Puchar Austrii | Europa | Europa | Suma  | Suma   |
| Klub               | Sezon              | Liga                  | Mecze | Bramki | Mecze          | Bramki         | Mecze  | Bramki | Mecze | Bramki |
| ------------------ | ------------------ | --------------------- | ----- | ------ | -------------- | -------------- | ------ | ------ | ----- | ------ |
| Austria Wiedeń     | 2017/2018          | Bundesliga austriacka | 5     | 0      | 1              | 0              | 2      | 0      | 8     | 0      |
| Austria Wiedeń     | 2018/2019          | Bundesliga austriacka | 7     | 0      | 1              | 0              | –      | –      | 8     | 0      |
| Austria Wiedeń     | 2019/2020          | Bundesliga austriacka | 24    | 4      | 0              | 0              | 1      | 0      | 25    | 4      |
| Austria Wiedeń     | 2020/2021          | Bundesliga austriacka | 33    | 7      | 4              | 3              | –      | –      | 37    | 10     |
| Austria Wiedeń     | Ogólnie            | Ogólnie               | 69    | 11     | 6              | 3              | 3      | 0      | 78    | 14     |
| Sturm Graz         | 2021/2022          | Bundesliga austriacka | 31    | 13     | 3              | 4              | 8      | 0      | 42    | 17     |
| Sturm Graz         | 2022/2023          | Bundesliga austriacka | 28    | 9      | 6              | 6              | 6      | 0      | 40    | 15     |
| Sturm Graz         | Ogólnie            | Ogólnie               | 59    | 22     | 9              | 10             | 14     | 0      | 82    | 32     |
| Ogólnie w karierze | Ogólnie w karierze | Ogólnie w karierze    | 128   | 33     | 15             | 13             | 17     | 0      | 160   | 46     |

## Sukcesy

### Sturm Graz
- Puchar Austrii: 2022/2023

### Indywidualne
- Król strzelców Pucharu Austrii: 2022/2023 (6 goli)

### Wyróżnienia
- Drużyna sezonu Bundesligi austriackiej: 2021/2022[4]